# Bodaåns dämningsområde
Bodaåns dämningsområde är en sjö i Sävsjö kommun i Småland och ingår i Lagans huvudavrinningsområde.